# Takeuchi Yuki
Takeuchi Yuki (竹内 有紀 (Trúc-Nội Hữu-Kỉ) 12 tháng 2 năm 1995 –) là một nữ diễn viên khiêu dâm người Nhật Bản. Cô thuộc về công ti Life Promotion.

## Sự nghiệp
Tháng 7/2019, cô ra mắt ngành phim khiêu dâm với tư cách là nữ diễn viên độc quyền của Premium. Một trong những lí do cô vào ngành là vì mỗi khi cô xem phim khiêu dâm, cô có cảm giác thân thuộc.
Cô đã từng làm phát thanh viên cho phòng thu chính của một đài địa phuơng. Cô đã ra mắt ngành phim khiêu dâm với giới thiệu là cựu nữ phát thanh viên, và cô ngưỡng mộ Yamagishi Aika, là một đàn chị cũng của hãng Premium. Thêm vào đó, vì yêu cầu nói các câu xoắn lưỡi và các yêu cầu phỏng vấn, cô nhanh chóng nhận ra giới thiệu này là một vai trò và bối cảnh chính khi với vào ngành.
Khi còn học ở trường, cô đã từng chơi bóng rổ. Cô đã nghỉ chơi nó vào năm ba cấp ba. Cô cũng tham gia một câu lạc bộ bóng rổ khi học đại học, nhưng cô không hài lòng vì các hoạt động lỏng lẻo của câu lạc bộ và bắt đầu đến phòng tập đấm bốc với mục đích giảm cân. Từ đó, sở thích và kĩ năng đặc biệt của cô là đấm bốc, và cô cũng đã tham gia vào các trận đấu đấm bốc nghiệp dư.
9/11/2021, cô được chỉ định làm "chiến binh gợi cảm" (quản lí bởi Premium) tham gia chiến dịch kỉ niệm kỉ niệm 5 năm phim thực tế ảo FANZA.
Tháng 3/2022, cô được chỉ định làm nữ diễn viên quảng cáo cho "chiến dịch hỗ trợ cuộc sống mới 2022" của FANZA.

## Đời tư
Tên của cô trong các chuyên mục báo là "Takeuchi". Khi cô nói với cha mẹ nghề nghiệp của bản thân là nữ diễn viên khiêu dâm, cô đã miêu tả lúc đó rằng "nếu bạn có thể nói tốt về điều đó, họ sẽ hiểu cho bạn, nhưng nếu bạn nói sai, cả gia đình của bạn sẽ điên lên", và phản ứng của mẹ cô là "Nếu mẹ trẻ hơn một chút, mẹ cũng có thể đã làm việc đó". Phản ứng của bố cô là "Nói thật thì, con chỉ cần cẩn thận với cơ thể của mình".
Cô trở nên hứng thú với xe máy sau khi xem Kamen Rider Agito, và từ khi cô tậm mắt thấy một chiếc xe máy Harley-Davidson khi chụp ảnh bìa cho VIBES vào năm 2021, mục tiêu của cô là lấy bằng lái xe máy.
Sau khi diễn chung với Kawakami Nanami, cô bắt đầu tôn trọng và gọi Nanami là "Senpai" (danh xưng dùng để chỉ người lớn hơn).